# Sagra (kommunhuvudort)
Sagra är en kommunhuvudort i Spanien.   Den ligger i provinsen Provincia de Alicante och regionen Valencia, i den östra delen av landet, 400 km sydost om huvudstaden Madrid. Sagra ligger 111 meter över havet och antalet invånare är 425.
Terrängen runt Sagra är kuperad. Runt Sagra är det ganska tätbefolkat, med 54 invånare per kvadratkilometer. Närmaste större samhälle är Denia, 15,2 km öster om Sagra. 